# Eliezer Geller
Eliezer Geller (1918 in Opoczno, Polen – 1944 im KZ Auschwitz-Birkenau) war ein polnischer Widerstandskämpfer gegen den Nationalsozialismus. Er kommandierte acht Kampfgruppen während des Aufstands im Warschauer Ghetto.

## Leben
Eliezer Geller besuchte die Handelsschule in Łódż und trat schon früh einer zionistischen Jugendorganisation bei. Er wurde zum Leiter der links-zionistischen Jugendverbands Gordonia. Zu Beginn des Zweiten Weltkriegs wurde er Soldat der polnischen Streitkräfte. Im Ghetto von Warschau arbeitete er als Journalist für die Untergrundpresse und er zählte zu den Gründern der Żydowska Organizacja Bojowa (ŻOB), der Jüdischen Kampforganisation. Während des Aufstands im Warschauer Ghetto 1943 kämpfte er an vorderster Front. Er kommandierte den Kampfabschnitt an der Fabrik Többens-Schulz und führte 8 Kampfgruppen, welche in der Leszno-, Nowolipki- und Smocza-Straße kämpften.
Als der Aufstand blutig niedergeschlagen wurde, konnte er am 10. Mai 1943 durch das Abwasserkanalsystem entkommen. Er und einige Kampfgefährten fanden Zuflucht in einer Zelluloid-Fabrik, die zwei Wochen später in Flammen aufging. Als einziger konnte er den Brand überleben, jedoch mit schweren Brandwunden. Im Sommer 1943 versuchte er, mit gefälschten Dokumenten das Land zu verlassen. Er wurde entdeckt, verhaftet und zuerst in das Konzentrationslager Bergen-Belsen deportiert. Er wurde am 21. Oktober 1943 in das KZ Auschwitz-Birkenau überstellt, wo ihn das NS-Regime ermordete.

## Ehrung
- 1948 postum Silberkreuz des Ordens Virtuti Militari, verliehen vom Präsidenten Polens